# Armand Joseph Bruat
Armand Joseph Bruat (Colmar, 26 maggio 1796 – 19 novembre 1855) è stato un ammiraglio francese.

## Biografia

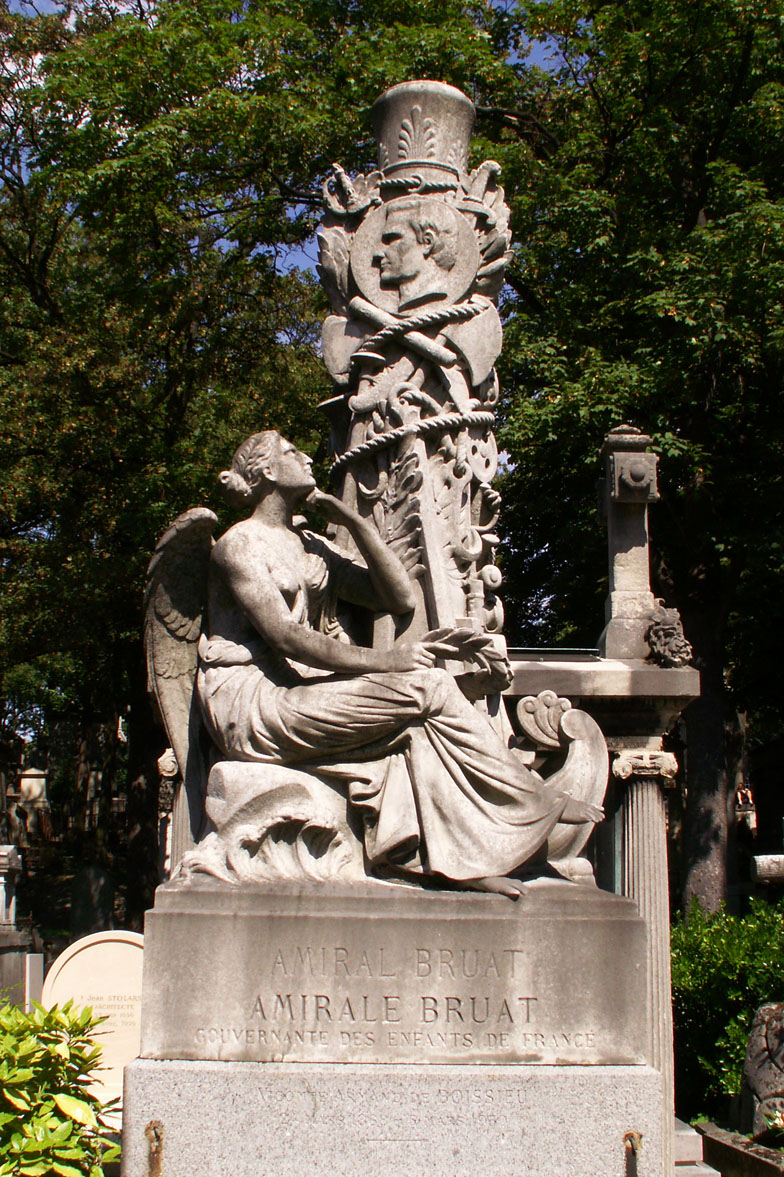
Tomba dell'ammiraglio Giuseppe Armand Bruat al cimitero di Père-Lachaise, scolpita da Hippolyte Maindron

Bruat si unì alla Marina Francese nel 1811, al culmine delle guerre napoleoniche. La sua carriera incluse un ampio periodo in mare: nel 1815, è stato in servizio in Brasile e Indie Occidentali. Dal 1817-1820 è stato con le forze francesi nel Levante. Poi, fino al 1824, si appostò in Senegal e poi nel Pacifico.
Come tenente, Bruat prese parte alla battaglia di Navarino nel 1827 come ufficiale di manovra su Breslavia. Nel 1830, ha ricevuto il comando del brigantino Silène e navigò al largo di Algeri, prendendo numerosi premi. Venne perseguito dalla nave Adventure, la sua nave venne distrutta e l'equipaggio venne catturato, 110 uomini vennero massacrati. Mentre era prigioniero, Bruat riuscì a trasmettere osservazioni sullo stato delle difese di Algeri all'ammiraglio Duperré.
Dopo l'invasione di Algeri, Bruat è stato promosso a capitano e premiato a comando della Iéna, al largo del Portogallo. Da allora ha svolto il suo servizio su Tritone, prima di supervisionare costruzioni navali a Tolone dal 1841.
Nel 1843, fu nominato governatore delle Isole Marchesi. Durante questo periodo, è stato anche l'agente della Francia alla corte della regina Pomaré di Tahiti, dove ebbe modo di convincerla a riconoscere un protettorato francese sul suo regno.
Nel 1847 fu nominato grand'ufficiale della Legion d'onore.
Nel 1849, Bruat divenne governatore generale delle Antille e nel 1852 è stato promosso a Viceammiraglio. Nel 1854, durante la guerra di Crimea, fu nominato Comandante della flotta francese nel Mar Nero. Morì in mare di colera, vicino a Tolone, sulla sua nave ammiraglia, il Montebello, il 19 novembre 1855.